# Josco L'inquiéteur
Josco L'inquiéteur de son vrai nom Obounou Essono Joseph, né à Yaoundé (Cameroun), le 3 juillet 1972, est un auteur-compositeur-interprète et chanteur camerounais de Bikutsi, World Music et Merengue.
En 1988, Il intègre d’abord le groupe «les Guinarous» où il fait ses classes auprès de Zele le Bombardier. puis en 1997, après avoir reçu une bonne maîtrise des ficelles du Bikutsi, il fonde le groupe «les Maquisards».
Le chanteur finit par se lancer dans une carrière solo, avec la sortie de l’album intitulé «Dze ya lot».
Josco met en valeur sa nouvelle science la Joscologie.
Ses chansons qui ont le plus retenu l’attention sont entre autres «les ancêtres vous parlent», Biza, il est écrit, et les Histoires de Sangmelima.
En 2020, Josco L'inquiéteur est le tout premier artiste à signer chez Motbinama international Records via un contrat de production du titre Les Histoires de Sangmelima. Une grosse opportunité pour l’artiste, et qui va accroître sa renommée sur le plan international et permettre au Bikutsi original d’être consommé par plusieurs autres publics dans le monde[réf. souhaitée].

## Biographie

### Enfance et débuts
Josco L’inquiéteur naît à Yaoundé, le 3 juillet 1972. Son père Essono Mathieu un Mvog Beti de la tribu Ekang était entrepreneur en bâtiment et planteur. Josco passe ses études primaires et secondaires dans sa ville natale où il sera très vite infecté par le virus de la musique en classe de seconde. De fil en aiguille la passion pour la musique prend le dessus sur ses études et entame sa carrière.
En 1988 Le jeune chanteur intègre d’abord le groupe les Guinarous où il fait ses classes auprès de Zele le Bombardier, Achile Otélé et Nilon Moteur.
Il va parfaire sa formation grâce aux multiples prestations dans les cabarets existant à Yaoundé à cette époque. En 1990, Ange Ebogo Emerant, un patriarche de la musique camerounaise Bikutsi, séduit par la puissance vocale de Josco L’inquiéteur, l’introduit ensuite au sein du groupe de musique "Ozima" où il participe activement dans la compilation le Testament du Meringue en qualité de chanteur principal.

### Carrière
En 1997 après avoir reçu une bonne maîtrise des ficelles du Bikutsi, Josco L’inquiéteur fonde le groupe «Les maquisards» : avec à ses côtés, Tebate Bass, Achile Otélé, Francis Koke, Serge Ottou et Jo Ayissi. En 1998 la bande unie sort un premier album intitulé « Hot Bikutsi »: Avec pour titre phare la célèbre chanson « Elang Elang », un véritable tube qui fait connaitre les maquisards dans tout le pays.
Le départ de Tebate Bass et Achile Otélé pour l’Europe favorise des mutations au sein des maquisards, Josco est désigné mentor du groupe. Et pour mener à bon port le projet, il fait appel à Patou Bass, jeune bassiste qui prendra le poste de chef d’orchestre. En 2002 le groupe sort l’album « Intronisation ». Entre 2003 et 2004, après quelques tensions survenues au sein de l’équipe, Josco sort en marge des maquisards un album intitulé «Un coup inattendu».
Josco L’inquiéteur finit par quitter le groupe, pour se lancer dans une carrière solo, laissant ainsi les maquisards entre les mains de Patou Bass, Elvire, Majoie Ayi, Valery Medjo… En 2005, «le professeur des élèves» frappe un grand coup avec la sortie de l’album intitulé «Dze ya lot» produit alors par Appolonie Eyebe. L’opus recevra des suffrages au Cameroun, et sera classé parmi les meilleurs albums de l’année.[réf. nécessaire]
Cette année sera également marquée par une tournée européenne avec Ange Ebogo Emérant, Messi Abroise, Tanus Foe , Nguea  Laroute. Sa double prestation en 2006 et 2008 au festival de jazz de Montreux en Suisse, fera de lui une star épanouie et accomplie.[réf. nécessaire]
En 2009, il revient sur la scène musicale avec un album qui connaîtra un succès resplendissant[réf. nécessaire] Les ancêtres vous parlent : Six titres incontestablement aboutis, consommé l’un après l’autre.[réf. nécessaire]
Les chansons qui ont le plus retenu l’attention sont entre autres Les ancêtres vous parlent titre éponyme de l’album, Biza et Les Histoires de Sangmelima
Après quelques années d’absence sur la scène, l’artiste reviendra à ses fans en 2015, avec, encore plus de maturité dans un nouvel album « La seconde venue de Jésus ». L’opus dans lequel Josco met en valeur sa nouvelle science « La Joscologie », est un alliage de chansons que les mélomanes camerounais continuent encore à fredonner.[réf. nécessaire]

### Vie privée
Marié et père de trois enfants, Josco L'inquiéteur se distingue des autres artistes par sa simplicité, son humilité et surtout son altruisme.[réf. nécessaire]
La star du Bikutsi qui demande aux jeunes de travailler davantage, estime que l’artiste est un messager qui se doit d’éclairer et sensibiliser le public. D’où sa thématique engagée qui éveille des consciences inconscientes.

### Motbinama international Records (MiR)
En 2020, Josco est choisi par le groupe Motbinama International S.A. comme la mascotte de sa maison de production via un contrat de production du titre les Histoires de Sangmelima[réf. souhaitée]. Une grosse opportunité pour l’artiste accroître sa renommée sur le plan international et de permettre au Bikutsi original cher à Josco L'inquiéteur d’être consommé par plusieurs autres publics dans le monde.
Le nouveau single intitulé les Histoires de Sangmelima est dévoilé lors de la conférence de presse par Motbinama international Records. Cette cérémonie de présentation s'est déroulée le 6 juin 2020 en direct sur la chaîne de télévision privée Canal 2 International lors d'une conférence de presse au Bois d'Ebène de Yaoundé.

## Discographie

### Distinctions
| Année | Prix                                                    | Catégorie                            | Résultat |
| ----- | ------------------------------------------------------- | ------------------------------------ | -------- |
| 2001  | Plébiscité                                              | Meilleur Bikutsi de l’année          | Lauréat  |
| 2015  | Renaissance Musique Awards (RMA)                        | Meilleure chanson Bikutsi de l’année | Lauréat  |
| 2019  | Observatoire de la qualité en éducation et en formation | Prix de la chanson didactique        | Lauréat  |

Parmi les distinctions reçues par "le professeur des élèves", figure en bonne place le titre de meilleur Bikutsi de l’année 2001, le prix de l’excellence africaine, meilleure chanson Bikutsi de l’année 2015 décerné par les Renaissance Musique Awards (RMA) et en 2019 le prix de la chanson didactique par l’observatoire de la qualité en éducation et en formation. En 2019 le créateur de la Joscologie salue le travail de nos mamans au cœur d’un album qui s’intitule « Ayegle Na ».

## Clips vidéo
- 26 mars 2009 : Biza
- 26 mars 2009 : Les histoires de Sangmelima
- 26 mars 2009 : Les ancetres vous parlent
- 26 mars 2009 : Nkul
- 18 juillet 2014 : Il est écrit
- 6 septembre 2014 : Ils disent
- 25 aout 2018 : Ekang
- 15 novembre 2018 : Ayeugeule Na
- 10 janvier 2020 : Medzug ya
- 06 juin 2020 : réédition les histoires de Sangmelima